# FB 굴베네
FB 굴베네(Futbola biedrība "Gulbene")는 굴베네를 연고로 하는 라트비아의 축구 클럽이다. 현재는 비르스리가에 참가하고 있다.

## 성적
- 라트비아 1부 리가 2회 우승 (2010, 2014)

## 선수 명단

### 역대
- 고자와 류키(2012)
- 사토 미노리(2010)